# 러시아 국립도서관 (모스크바)
러시아 국립 도서관(러시아어: Российская государственная библиотека)은 러시아의 국립 도서관으로 1862년 개장한 이래 오늘까지 이어지고 있다. 모스크바에 있다.

## 역사
러시아 국립 도서관은 1862년 7월 1일, 당시 모스크바 시내에 있던 니콜라이 페트로비치 루먄체프 백작이 세운 루먄체프 박물관의 일부로 창설되었다. 창설될 당시 이름은 루먄체프 박물관과 함께 '모스크바 공공도서관 및 루먄체프 박물관', 혹은 '루먄체프 도서관'으로 불리었다. 따라서 당시 도서관에서는 책과 함께 박물관에 전시된 예술품도 같이 볼 수 있었다. 도서관이자 박물관 건물이었던 파쉬코프 돔에는 약 200여 점의 그림과 2만여부의 책이 있었으며, 몇몇 작품들은 상트페테르부르크에 있는 에르미타주 박물관으로부터 온 것이었다. 당시 러시아 황제였던 알렉산드르 2세는 박물관 개장식 때 러시아의 유명화가였던 알렉산드르 이바노프가 그린 '민중에게 나타난 그리스도'를 기증했다. 시민들의 재정적 지원과 기증을 받아 박물관은 급속도로 성장했으며, 따라서 서유럽의 그림들이나 오래된 예술품들을 수집할 수 있다. 얼마 후 파쉬코프 돔의 수용용량이 부족해지자, 박물관 측에서는 두 번째 건물을 박물관 옆에 지었다.
10월 혁명 직후 박물관에 기증된 품목은 방대하게 늘어났으며, 이 때문에 자료를 보관할 장소의 해결이 시급해졌다. 여기에 박물관의 재정 문제가 겹첬고, 푸쉬킨 박물관에서 겨우 재정지원을 받아 유지할 수 있었다.
예술품의 수용문제와 건물 재건축 등의 여러 가지 문제로 인해 1925년 루먄체프 박물관은 해체되었으며, 루먄체프 박물관에 전시되어 있던 유물이나 예술품들은 푸쉬킨 박물관으로 이전되었다. 예술품을 수용하고 있던 파쉬코프 돔은 러시아 국립도서관 구관으로 바뀌었다. 모호바야 거리와 보즈드비젠카 거리에 있던 옛 국립기록보관소 건물은 철거되었으며, 새로운 건물로 다시 지어지기로 결정되었다.
새로 지을 도서관 건물은 설계사인 블라디미르 슈코와 블라디미르 겔프레이흐에 의해 설계되었다. 건축허가는 1929년 허가되었으며, 1930년 건축이 시작되었다. 첫 번째 작업은 1941년 초에 완성되었다. 건축 과정에서 건물은 신고전주의적 외형을 띄게 되었으며, 1927년 본래 계획했던 것과는 거리를 두게 되었다. 슈코의 마지막 부분이었던 250개의 좌석을 가진 열람실은 1945년 개관하였으며, 그밖에 새부적인 것들은 1960년 완성되었다. 1968년 건물은 수용 용량에서 한계에 달했으며, 따라서 모스크바시의 힘키 지역에 신문이나 과학 논문, 불필요한 책을 보관하기 위한 새로운 서고를 짓게 되었다. 힘키 도서관은 1975년 완공되었다.

### 역대 이름
| 연도            | 이름                                                |
| --------------- | --------------------------------------------------- |
| 1862년 ~ 1863년 | 모스크바 공공도서관 및 루먄체프 박물관              |
| 1864년 ~ 1913년 | 모스크바 루먄체프 공공 박물관                       |
| 1913년 ~ 1917년 | 모스크바 루먄체프 박물관                            |
| 1917년 ~ 1924년 | 루먄체프 국립 박물관                                |
| 1924년 ~ 1925년 | 러시아 블라디미르 일리치 울리야노프 기념 공공도서관 |
| 1925년 ~ 1992년 | 소련 국립 레닌 도서관                               |
| 1992년 ~        | 러시아 국립 도서관                                  |

### 역대 관장
| 연도            | 이름                                  |
| --------------- | ------------------------------------- |
| 1910년 ~ 1921년 | 바실리 드미트리예비치 골리친          |
| 1921년 ~ 1924년 | 아나톨리 코르넬리예비치 비노그라도프  |
| 1924년          | (임시) 드미트리 니콜라예비치 예고로프 |
| 1924년 ~ 1935년 | 블라디미르 이바노비치 넵스키          |
| 1935년 ~ 1939년 | 옐레나 로즈미로비치 표도로브나        |
| 1939년 ~ 1943년 | 니콜라이 니키포로비치 야코블레프      |
| 1943년 ~ 1953년 | 바실리 그리고리예비치 올리셰프        |
| 1953년 ~ 1959년 | 파벨 미하일로비치 보가쵸프            |
| 1959년 ~ 1969년 | 이반 페트로비치 곤다코프              |
| 1969년 ~ 1972년 | 오간 스테파노비치 추바리얀            |
| 1972년 ~ 1979년 | 니콜라이 미하일로비치 시코르스키      |
| 1979년 ~ 1990년 | 니콜라이 세묘노비치 카르타쇼프        |
| 1990년 ~ 1992년 | 아나톨리 페트로비치 볼릭              |
| 1992년 ~ 1996년 | 이고리 스뱌토슬라보비치 필리포프      |
| 1996년          | 타티야나 빅토로브나 예르쇼바          |
| 1996년 ~ 1998년 | 블라디미르 콘스탄티노비치 예고로프    |
| 1998년 ~ 2009년 | 빅토르 바실리예비치 표도로프          |
| 2009년 ~        | 알렉산드르 이바노비치 비실리          |

## 역할
러시아 국립 도서관은 공공 건물로서 러시아 정부가 관리하고 있다.

## 같이 보기
- 러시아 국립 도서관 (상트페테르부르크)